# Дочь святого
«Дочь святого» — советский немой чёрно-белый фильм 1930 года снятый на киностудии «Узбекгоскино» режиссёром Олегом Фрелихом.
Один из первых узбекских фильмов Фильм сохранился, опубликован в рамках проекта «Культура.рф» и Госфильмофонда России «Открытая коллекция».

## Сюжет
Бедный декаханин Турсун, фанатично верящий служителям религии, привёл свою не могущую забеременеть жену Халиму в монастырь. Турсун полагал, что жена больна, а молитвы ишмана Абду-Наби ей помогут. У супругов родилась дочь Ойнису. Спустя годы ишман случайно увидел выросшую красавицей девушку и решил взять её в жёны. Мать девушки, зная, что иншман её настоящий отец, чтобы предотвратить этот брак, отправила Ойнису в город, где та устроилась на текстильную фабрику, стала комсомолкой. Тогда ишман, который выступал против советской власти, уговорил Турсуна убить свою жену за то, что она обрекла дочь на греховный путь. Но во время покушения Турсун узнал правду о том, как родилась Ойнису.

## В ролях
- Саиб Ходжаев — ишман Абду-Наби
- Рустам Тура-Ходжаев — Турсун, дехканин
- З. Шакирова — Халима, его жена
- Л. Джалилова — Ойниса, его дочь
- И. Мир-Юсупов — Салах, его приемный сын
- Р. Ахмедов — мулла

## Съёмки
Если обычно до этого фильма в снимаемых в Узбекистане фильмах играли приезжие киноактёры, то фильм стал одной из первых картин, в которых появились узбекские киноактёры:

Фрелиху помогают первые узбекские киноактеры: тт . Шакирова, Джалилева, Тура-Ходжаев, С. Ходжаев… Джалилева — будущий инженер и в перерывах готовится к зачетам… Ночью вспыхнул яркий свет у стен старинной мечети Шейхантаур. Но не проснулись дервиши и муллы, не поднялся муэдзин на минарет, не вознес хвалу аллаху. Четкий голос сказал: «Внимание… Приготовились… Начали…». Да, бесценна лепта в становление молодого узбекского кино, внесённая опытными профессионалами из Москвы и Ленинграда.— Возвращение / Камил Ярматович Ярматов. — Ташкент: Издательство литературы и искусства, 1987—223 с. — с. 132

## Критика
Как и в других «экзотических» фильмах 1920—1930-х годов авторы фильма «грешили ориентальной псевдоромантикой», и у картины «при всех её несомненных профессиональных достоинствах» сценарий имел слабость, присущую многим лентам 20-х годов: сюжет развивался больше благодаря богатой фантазии сценариста с эффектносюжетным построениям, без серьёзного художественного изучения и анализа конфликта, хотя заметно, что режиссёр стремится избегнуть «дешёвой экзотки»:

Ощущалось плодотворное желание автора дать целую галерею сложных, психологически противоречивых характеров. Ишан, Турсун, Халима были обрисованы живыми человеческими красками, их образы давали актерам подлинные возможности для создания полнокровных, запоминающихся фигур. Талантливые узбекские актеры во многом дополнили образы индивидуальными красками, «приблизили» их к жизненным прототипам, но так и не сумели подняться до высоких социальных художественных обобщений.

Скупыми красками живописует он природу, мечети, и не людные базары видит он, не яркие халаты и пестрые шелка, а глинобитные домики, лица дехкан, тяжелое положение женщины-узбечки, из которого она при помощи Советской власти начинает освобождаться, — и вовремя умеет ввести бодрые жизнерадостные моменты новой жизни.
Д. Тешабаев отмечал, что фильм «явился серьезной попыткой решить сложную антирелигиозную тему».

Борьба с религиозными предрассудками правдиво раскрыта в убедительных своей жизненной силой образах.
Актёр Р. Тура—Ходжаев, прошедший обучение актерскому мастерству в кинотехникуме Москвы, раскрывал сложнейший процесс социального перерождения своего героя — человека, фанатично верившего в бога, пережившего страшный удар по своей вере и не побоявшегося бросить вызов самому всевышнему.

Режиссёр О. Фрелих, актер и оператор А. Гинцбург мастерски решают сложнейшую сцену прозрения героя. Здесь короткий монтаж крупных планов лица героя, на котором прочитывается нарастающее волнение, отчаяние, гнев от слышимых им призывов муллы и воспоминаний о проповедях ишана, — все подчинено тому главному, чему подводит жизнь героя отречению от религии. Во взрыве духовных сил героя, в его крике «Ложь!», «Ложь!» — итог столкновением его веры с фальшью религиозных догм и их проповедников.— Кино и художественная культура Узбекистана // Х. Н. Абул-Касымова. — Ташкент: Издательство «Фан» АН Узбекской ССР, 1991. — 146 с. — стр. 46-47